# Sweet Kill
Pour plus de détails, voir Fiche technique et Distribution.
Sweet Kill est un film américain réalisé par Curtis Hanson et sorti en 1972. Il s'agit du premier film du réalisateur.

## Synopsis
Eddie Collins souffre de dysfonction érectile et est incapable d'avoir des relations sexuelles avec des femmes, en partie à cause de souvenirs refoulés liés à sa mère. Après avoir tué accidentellement une femme en essayant de coucher avec elle, il découvre qu'il est cependant capable d'être excité par les cadavres. Cela le pousse alors à attirer des femmes dans leur lit afin de les tuer pour une ensuite leur faire l'amour.

## Fiche technique
Sauf indication contraire, les informations mentionnées dans cette section peuvent être confirmées par la base de données cinématographiques IMDb,  présente dans la section « Liens externes ».
- Titre original : Sweet Kill
- Titres alternatifs : A Kiss from Eddie et The Arousers
- Réalisation et scénario : Curtis Hanson
- Musique : Charles Bernstein
- Direction artistique : James Kenney
- Décors : Douglas Stevenson
- Photographie : Ed Anderson et Daniel Lacambre
- Montage : Gretel Ehrlich
- Production : Tamara Asseyev et Curtis Hanson

Producteurs délégués : Roger Corman
- Sociétés de production : Curtis Lee Hanson et Tamaroc Productions
- Sociétés de distribution : Starline Pictures / New World Pictures (États-Unis), International Film Distributors (Canada)
- Budget : entre 110 000[1] et 130 000 dollars[2]
- Pays de production :  États-Unis
- Langue originale : anglais
- Format : couleur
- Genre : horreur
- Durée : 85 minutes
- Dates de sortie[3] :
  - États-Unis : 18 février 1972
- Classification[4] :
  - États-Unis : R

## Distribution
- Tab Hunter : Eddie Collins
- Cherie Latimer : Lauren
- Nadyne Turney : Barbara
- Isabel Jewell : Mme Cole
- Linda Leider : Vickie
- Roberta Collins : la call girl
- John Aprea : Richard
- Rory Guy : Henry
- John Pearce : M. Howard

## Production
Curtis Hanson rencontre Roger Corman en participant à des réécritures du script de Horreur à volonté (1970) de Daniel Haller. Le producteur avait l'habitude de donner leur chance à des réalisateurs débutants et venait de lancer sa propre société de production, New World Pictures. Lorsque Horreur à volonté est achevé, Curtis Hanson dit à Roger Corman qu'il veut réaliser un film qu'il a également écrit. Le producteur répond qu'il serait intéressé par le financement d'un film sur la moto, d'un film sur les femmes en prison ou d'un film sur des infirmières. Peu enthousiaste, Curtis Hanson est davantage séduit par l'idée d'un autre projet souhaité par Roger Corman : un film d'horreur moderne dans la veine de Psychose (1960) d'Alfred Hitchcock,.
L'apprenti cinéaste écrit alors un script avec une femme tueuse. Bien qu'appréciant l'idée, Roger Corman préfère un tueur masculin, plus classique,. Le film est produit par Tamara Asseyev, ancienne assistante de Roger Corman.
En novembre 1970, Tab Hunter ou encore Isabelle Jewel rejoignent le film, qui se nomme alors A Kiss for Eddie,.
Le tournage a lieu à Los Angeles en 1970, notamment à Venice.

## Accueil
À la suite de l'accueil décevant du public, le producteur Roger Corman demande à Curtis Hanson de tourner rapidement de nouvelles scènes de sexe et de remonter le film. Initialement sorti sous le titre Sweet Kill, le film ressort alors sous le titre de The Arousers. Le succès ne sera pas plus au rendez-vous.